# Olympische Sommerspiele 1936/Teilnehmer (Liechtenstein)
| Gelbes Symbol für Goldmedaillen mit stilisierten Olympischen Ringen | Graues Symbol für Silbermedaillen mit stilisierten Olympischen Ringen | Braundes Symbol für Bronzemedaillen mit stilisierten Olympischen Ringen |
| ------------------------------------------------------------------- | --------------------------------------------------------------------- | ----------------------------------------------------------------------- |
| —                                                                   | —                                                                     | —                                                                       |

Liechtenstein nahm bei den XI. Olympischen Sommerspielen 1936 in Berlin mit einer Delegation von sechs Athleten teil. Es war die erste Teilnahme des Landes bei Olympischen Sommerspielen.

## Teilnehmer nach Sportart

### Leichtathletik
Laufen und Gehen 
| Athleten     | Wettbewerb | Vorlauf   | Vorlauf | Viertelfinale | Viertelfinale | Halbfinale    | Halbfinale    | Finale        | Finale        | Rang  |
| Athleten     | Wettbewerb | Zeit      | Rang    | Zeit          | Rang          | Zeit          | Rang          | Zeit          | Rang          | Rang  |
| ------------ | ---------- | --------- | ------- | ------------- | ------------- | ------------- | ------------- | ------------- | ------------- | ----- |
| Männer       |            |           |         |               |               |               |               |               |               |       |
| Oskar Ospelt | 100 m      | unbekannt | 34–63   | ausgeschieden | ausgeschieden | ausgeschieden | ausgeschieden | ausgeschieden | ausgeschieden | 34–63 |
| Xaver Frick  | 100 m      | unbekannt | 36–63   | ausgeschieden | ausgeschieden | ausgeschieden | ausgeschieden | ausgeschieden | ausgeschieden | 36–63 |
| Xaver Frick  | 200 m      | unbekannt | 26–43   | ausgeschieden | ausgeschieden | ausgeschieden | ausgeschieden | ausgeschieden | ausgeschieden | 26–43 |

 Springen und Werfen 
| Athleten     | Wettbewerb | Qualifikation | Qualifikation | Finale        | Finale        | Rang |
| Athleten     | Wettbewerb | Weite/Höhe    | Rang          | Weite/Höhe    | Rang          | Rang |
| ------------ | ---------- | ------------- | ------------- | ------------- | ------------- | ---- |
| Männer       |            |               |               |               |               |      |
| Oskar Ospelt | Diskuswurf | unbekannt     | 26            | ausgeschieden | ausgeschieden | 26   |

### Radsport

#### Strasse
| Athleten        | Wettbewerb     | Zeit      | Rang      |
| --------------- | -------------- | --------- | --------- |
| Männer          |                |           |           |
| Adolf Schreiber | Strassenrennen | ohne Zeit | unbekannt |

### Schiessen
| Athleten       | Wettbewerb   | 1. Runde | 2. Runde | 3. Runde | 4. Runde | 5. Runde | 6. Runde | Gesamt | Rang |
| Athleten       | Wettbewerb   | Punkte   | Punkte   | Punkte   | Punkte   | Punkte   | Punkte   | Punkte | Rang |
| -------------- | ------------ | -------- | -------- | -------- | -------- | -------- | -------- | ------ | ---- |
| Männer         |              |          |          |          |          |          |          |        |      |
| Augustin Hilty | Kleinkaliber | –        | –        | –        | –        | –        | –        | 288    | 44   |
| Rudolf Senti   | Kleinkaliber | –        | –        | –        | –        | –        | –        | 281    | 61   |
| Rudolf Jehle   | Kleinkaliber | –        | –        | –        | –        | –        | –        | 281    | 63   |